# Henri IV d'Absberg
Heinrich IV von Absberg (né le 19 mars 1409 au château de Rumburg (de) (aujourd'hui dans le commune de Kinding), mort le 26 juillet 1492) est le quarante-quatrième évêque de Ratisbonne et prince-évêque de la principauté épiscopale de Ratisbonne de 1465 à sa mort.

## Famille
Henri IV d'Absberg est issu de la maison d'Absberg (de), famille de Franconie. Il est un membre de la ligne Absberg-Rumburg. Selon le généalogiste Johann Gottfried Biedermann (de), il est le fils de Heinrich von Absberg zu Rumberg, Reicheneck et Dornhausen et de Magdalena von Seiboldsdorf (de). Ses frères et sœurs sont Anna, Magaretha, Magdalena et Ulrich. Ulrich, membre de l'Ordre du Cygne, continue la lignée.
En 1488, Heinrich von Absberg construit une chapelle à l'endroit où se dresse aujourd'hui l'église Sainte-Odile (de) à Absberg. La famille d'origine catholique se convertit au protestantisme en 1533.

## Épiscopat
À la mort de l'évêque de Ratisbonne Frédéric III de Plankenfels en 1457, le chapitre de la cathédrale choisit comme successeur Henri IV d'Absberg. Cependant l'élection est contestée à cause d'une participation insuffisante. En dépit de la résistance du chapitre et de la cour de Munich, l'empereur Frédéric III impose son neveu Robert de Palatinat-Mosbach. Avec les recommandations de Frédéric III, du roi Ladislas Ier de Bohême et du duc Louis IX de Bavière, avec le truchement du cardinal Enea Silvio Piccolomini, le pape Calixte III n'a d'autre choix que d'accepter la nomination de Robert de Palatinat-Mosbach et la reconnaissance curiale le 2 septembre 1457. En raison de sa lignée, on le considère comme apte à protéger le diocèse des hussites et des barons-bandits. Néanmoins, comme il n'a pas d'origine bavaroise, il est dépendant de la maison de Wittelsbach. Robert meurt subitement en 1465 alors qu'il a une trentaine d'années.
Après que le duc Albert IV de Bavière rachète d'anciens engagements, y compris les droits de burgrave, le conseil des écoutètes, le conseil de la chambre et le conseil de la magistrature, les douanes et Stadtamhof, la ville libre d'Empire se soumet au duc bavarois. Il utilise sa position pour restreindre les droits de l'évêque et les fonctionnaires bavarois violent des droits du clergé. Henri IV l'avait prévu et avait tenté en vain d'empêcher la ville de se rattacher au duché de Bavière par des incitations financières. Par l'intervention de l'empereur Frédéric III, le duc doit à nouveau renoncer à la ville en 1492.
L'évêque lutte contre les faux enseignements répandus dans le diocèse par Lewin et Janko de Wirsberg (de) et les ecclésiastiques de mauvaises mœurs ; il organise un synode diocésain en 1475. Il force les Juifs à se convertir.
À Ratisbonne, l'imprimerie permet pour la première fois de produire un missel, un rituel et un bréviaire ; en 1480, l'évêque oblige les prêtres à acheter ce bréviaire. Il y a une gravure sur bois de Michael Wolgemut qui présente l'évêque agenouillé.
Après la mort d'Henri IV, son coadjuteur dès 1487 Robert de Palatinat-Simmern lui succède.
La tombe d'Henri en marbre rougeâtre se situe dans l'allée de la cathédrale Saint-Pierre de Ratisbonne. Elle montre l'évêque avec des robes appropriées, une mitre et une crosse comme motif central. Il y a quatre crêtes de famille et un texte dans les coins.